# Paul Kessany
Paul Ulrich Kessany Zategwa (ur. 16 kwietnia 1982 w Lambaréné) – gaboński piłkarz grający na pozycji defensywnego pomocnika.

## Kariera klubowa
Karierę piłkarską Kessany rozpoczął w klubie AO Evizo. W 1998 roku zadebiutował w jego barwach w pierwszej lidze gabońskiej. W 2000 roku przeszedł do USM Libreville. W 2002 roku wygrał z nim Coupe du Gabon Interclubs oraz wywalczył mistrzostwo kraju. W USM grał do końca 2005 roku, a na początku 2006 roku odszedł do FC 105 Libreville, w którym grał przez sezon.
W 2007 roku Kessany przeszedł do gruzińskiego FC Zestaponi. W tym samym roku zajął z nim 4. miejsce w lidze i wystąpił w przegranym 0:2 finale Pucharu Gruzji z Ameri Tbilisi. W 2008 roku był z Zestaponi 3. w lidze i wygrał finał krajowego pucharu (2:1 z Ameri Tbilisi). Po sezonie odszedł do izraelskiego Hapoelu Ironi Kirjat Szemona, z którym w 2009 roku spadł z pierwszej do drugiej ligi.
W 2009 roku Kessany został piłkarzem FC Istres. W Ligue 2 zadebiutował 7 sierpnia 2009 w wygranym 1:0 domowym meczu z Bastią. W 2011 roku przeszedł do izraelskiego Hapoelu Ramat Gan.
| Sezon   | Klub                        | Kraj    | Rozgrywki            | Mecze | Bramki |
| ------- | --------------------------- | ------- | -------------------- | ----- | ------ |
| 2000    | USM Libreville              | Gabon   | Championnat National | ?     | ?      |
| 2001    | USM Libreville              | Gabon   | Championnat National | ?     | ?      |
| 2002    | USM Libreville              | Gabon   | Championnat National | ?     | ?      |
| 2003    | USM Libreville              | Gabon   | Championnat National | ?     | ?      |
| 2004    | USM Libreville              | Gabon   | Championnat National | ?     | ?      |
| 2005    | USM Libreville              | Gabon   | Championnat National | ?     | ?      |
| 2006    | FC 105 Libreville           | Gabon   | Championnat National | ?     | ?      |
| 2006/07 | FC 105 Libreville           | Gabon   | Championnat National | ?     | ?      |
| 2006/07 | FC Zestaponi                | Gruzja  | Umaglesi Liga        | 8     | 0      |
| 2007/08 | FC Zestaponi                | Gruzja  | Umaglesi Liga        | 21    | 3      |
| 2008/09 | Hapoel Ironi Kirjat Szemona | Izrael  | Ligat ha’Al          | 13    | 0      |
| 2009/10 | FC Istres                   | Francja | Ligue 2              | 21    | 0      |
| 2010/11 | FC Istres                   | Francja | Ligue 2              | 25    | 0      |
| 2011/12 | Hapoel Ramat Gan            | Izrael  | Liga Leumit          | 23    | 1      |
| 2012/13 | Hapoel Ramat Gan            | Izrael  | Liga Leumit          | 23    | 1      |
| 2012/13 | AS Mangasport               | Gabon   | Championnat National | ?     | ?      |
| 2013/14 | O'MbiliaNzami Libreville    | Gabon   | Championnat National | ?     | ?      |
| 2015    | FC 105 Libreville           | Gabon   | Championnat National | ?     | ?      |

## Kariera reprezentacyjna
W reprezentacji Gabonu Kessany zadebiutował w 2002 roku. W 2010 roku został powołany przez selekcjonera Alaina Giresse'a do kadry na Puchar Narodów Afryki 2010. Tam był podstawowym zawodnikiem i rozegrał 3 spotkania: z Kamerunem (1:0), z Tunezją (0:0) i z Zambią (1:2).